# Rosalind Picard

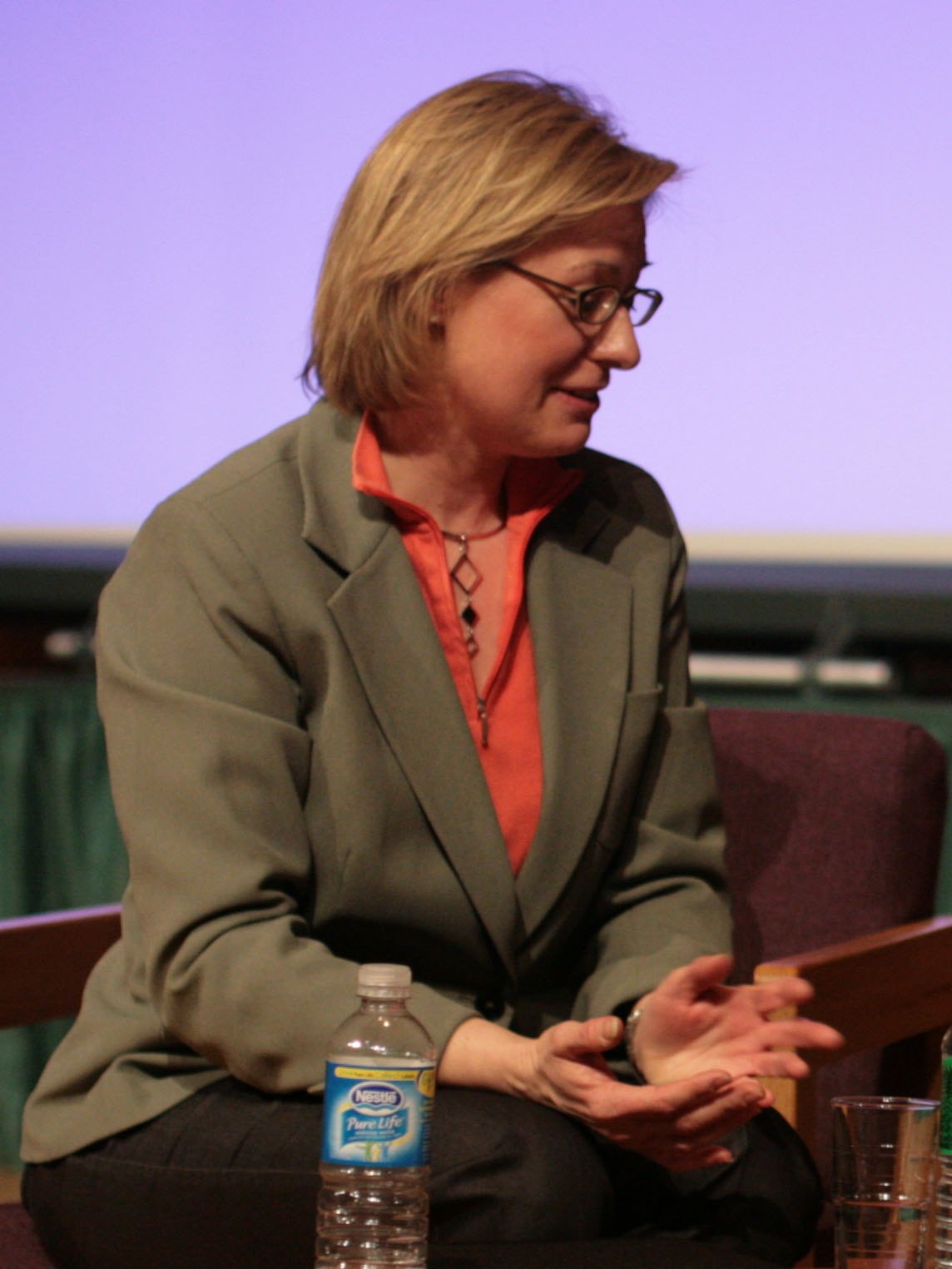
Rosalind Picard (2007)

Rosalind Wright Picard (* 17. Mai 1962 in Massachusetts) ist eine US-amerikanische Elektroingenieurin. Sie ist Professor of Media Arts and Sciences am MIT sowie Direktorin und auch Gründerin der Affective-Computing-Forschungsgruppe am MIT Media Lab. Daneben ist sie Kodirektorin des Things That Think Konsortiums und Mitgründerin des 2009 gegründeten Unternehmens Affectiva.
Picard wurde durch das sogenannte Affective Computing in der Informatik bekannt. Durch die Publikation Affective Computing begründete sie das Forschungsfeld, das heute zentral ist für die Entwicklung von künstlicher emotionaler Intelligenz. Diese Publikation beschreibt die vitale Rolle menschlicher Emotionen in Beziehungen zwischen verschiedenen Personen und beschäftigt sich mit möglichen Effekten von Emotionserkennung durch Roboter und Computer.

## Beruflicher Werdegang
Picard hat einen Bachelorabschluss als Elektroingenieurin und ein Zertifikat als Computeringenieurin vom Georgia Institute of Technology (1984). Ihren Master- (1986) und Doktorabschluss (1991) erlangte sie beide in Elektrotechnik am Massachusetts Institute of Technology. Seit 1991 ist sie Mitglied des MIT Media Laboratory. Eine ordentliche Professur am MIT erlangte Picard im Jahr 2005.
Sie arbeitet u. a. mit Sherry Turkle und Cynthia Breazeal im Bereich Social Roboting zusammen und publiziert im Bereich der digitalen Bildverarbeitung, Mustererkennung und Wearable Computing. Zu Picards früheren Studenten zählt auch Steve Mann, der heute als Professor im Bereich Wearable Computing forscht.

## Religion und Wissenschaft
Picard ist atheistisch aufgewachsen und konvertierte als Erwachsene zum Christentum. Sie glaubt, dass die Wissenschaft nicht annehmen kann, dass nur weil etwas nicht messbar ist, nicht existiert. Picard glaubt, dass es wahrscheinlich ist, dass es etwas gibt, das wir noch nicht entdeckt haben und vertritt die Ansicht, dass sich beispielsweise die Komplexität von DNA nicht erklären lässt mit einem völlig zufälligen Prozess. Für Picard zeigt die Komplexität von DNA Zeichen von göttlicher Intervention eines "größeren Ingenieurs". Für Picard spielen ihre religiösen Überzeugungen eine wichtige Rolle in ihrer Arbeit.
Picard hat eine Petition (A Scientific Dissent From Darwinism) der Intelligent-Design-Bewegung des Discovery Institutes unterzeichnet, die Zweifel an der Evolutionstheorie aufwirft.

## Bibliografie
- R. W. Picard: Affective Computing, MIT Press, 1997, ISBN 978-0-262-66115-7
- R. W. Picard, F. Liu, R. Zabih, G. Healey, and M. Swain (Eds.): “Content-Based Access of Image and Video Libraries,” Proceedings of IEEE Workshop, IEEE Computer Society. 1997.
- J. Tao, T. Tan, R. W. Picard (Eds.): Affective Computing and Intelligent Interaction 2005, Lecture Notes in Computer Science 3784, 2005. Springer-Verlag, Berlin Heidelberg 2005.
- A. Paiva, R. Prada, R. W. Picard (Eds.): Affective Computing and Intelligent Interaction 2007, Lecture Notes in Computer Science 4738, 2007. Springer-Verlag, Berlin Heidelberg 2007, ISBN 978-3-540-74888-5

### Fachartikel
- T.P. Minka, R.W. Picard (1997): "Interactive Learning Using a 'Society of Models,'" Pattern Recognition, Volume 30, No. 4, pp. 565–581, 1997. (Winner of 1997 Pattern Recognition Society Award)
- B. Kort, R. Reilly, R.W. Picard (2001): "An Affective Model of Interplay Between Emotions and Learning: Reengineering educational Pedagogy-Building a Learning Companion," In Proceedings of International Conference on Advanced Learning Technologies (ICALT 2001), August 2001, Madison, WI. (Winner of Best Paper Prize.)[11]
- J. Healey, R.W. Picard (2005): "Detecting Stress During Real-World Driving Tasks Using Physiological Sensors," IEEE Trans. on Intelligent Transportation Systems, Volume 6, No. 2, June 2005, pp. 156–166. (Voted "Top 10 best papers of the decade 2000-2009" for the IEEE T. on Intelligent Transportation Systems)
- M. E. Hoque, M. Courgeon, J.-C. Martin, B. Mutlu, R. W. Picard: "MACH: My Automated Conversation coacH", 15th International Conference on Ubiquitous Computing (Ubicomp), 8.–12. September 2013. (Winner of Best Ubiquitous Computing Paper Award)

### Patente
- “Method and Apparatus for Relating and Combining Multiple Images of the Same Scene or Object(s)” U.S. Patent 5,706,416. Eingereicht am 6. Januar, 1998. (mit Steve Mann.)
- “Sensing and Display of Skin Conductivity” U.S. Patent 6415176. Eingereicht am 2 July, 2002. (mit Jocelyn Scheirer, Nancy Tilbury und Jonathan Farringdon.)
- “System and Method for Determining a Workload Level of a Driver” (mit Walton L. Fehr, Judith L. Gardner und John R. Hansman) Docket No. IS01739AIC

## Preise
- Georgia Engineering Foundation Fellowship(s) 1980, 81, 82, 83
- Society of Women Engineers: “The Outstanding Woman Engineering Student” 1981, 82, 83, 84
- National Science Foundation Fellow 1984
- AT&T Bell Laboratories “One Year On Campus” Fellow 1984
- Georgia Institute of Technology Department of Electrical Engineering Faculty Award 1984
- Voted Omicron Delta Kappa, Georgia Tech and Southeast U. S. “Leader of the Year” 1984
- AAUW “The Outstanding Georgia Institute of Technology Woman Graduate” 1984
- IAPR Pattern Recognition Society Best Paper Prize (with Tom Minka) 1991
- GA Tech College of Engineering “Outstanding Young Engineering Alumni Award” 1995
- NEC Career Development Chair in Computers and Communications 1992, 96
- Assoc. of American Publishers, Inc. Computer Science Book Award, (Hon. Mention) 1997
- Senior Member of IEEE 2000
- ICALT 2001 Best Theory Paper Prize (with Rob Reilly and Barry Kort) 2001
- Creapole’s Committee of Honour (Paris) 2002
- Fellow of IEEE 2005
- Chamblee High School Hall of Fame 2005
- Groden Network Distinguished Honorees, Research Award 2008
- Mitglied der National Academy of Engineering 2019